# Unio pictorum
Mulette des peintres, Unio des peintres
Espèce
Statut de conservation UICN

 LC  : Préoccupation mineure
Unio pictorum est une espèce de mollusque bivalve vivant en eau douce, en Europe et dans l'ouest de l'Asie. Il partage le nom commun de « moule d'eau douce » avec d'autres membres du genre Unio. On lui donne aussi le nom plus spécifique de « mulette des peintres », ou « Unio des peintres », car les peintres utilisaient autrefois sa coquille pour mélanger leurs couleurs.

## Description
La taille adulte est d'environ 6 à 14 cm.
La respiration est aquatique, et se fait par des branchies.
L'animal peut résister à des températures allant de 0 à 25 °C.
La nourriture est constituée de plancton ou de particules flottant dans l'eau.

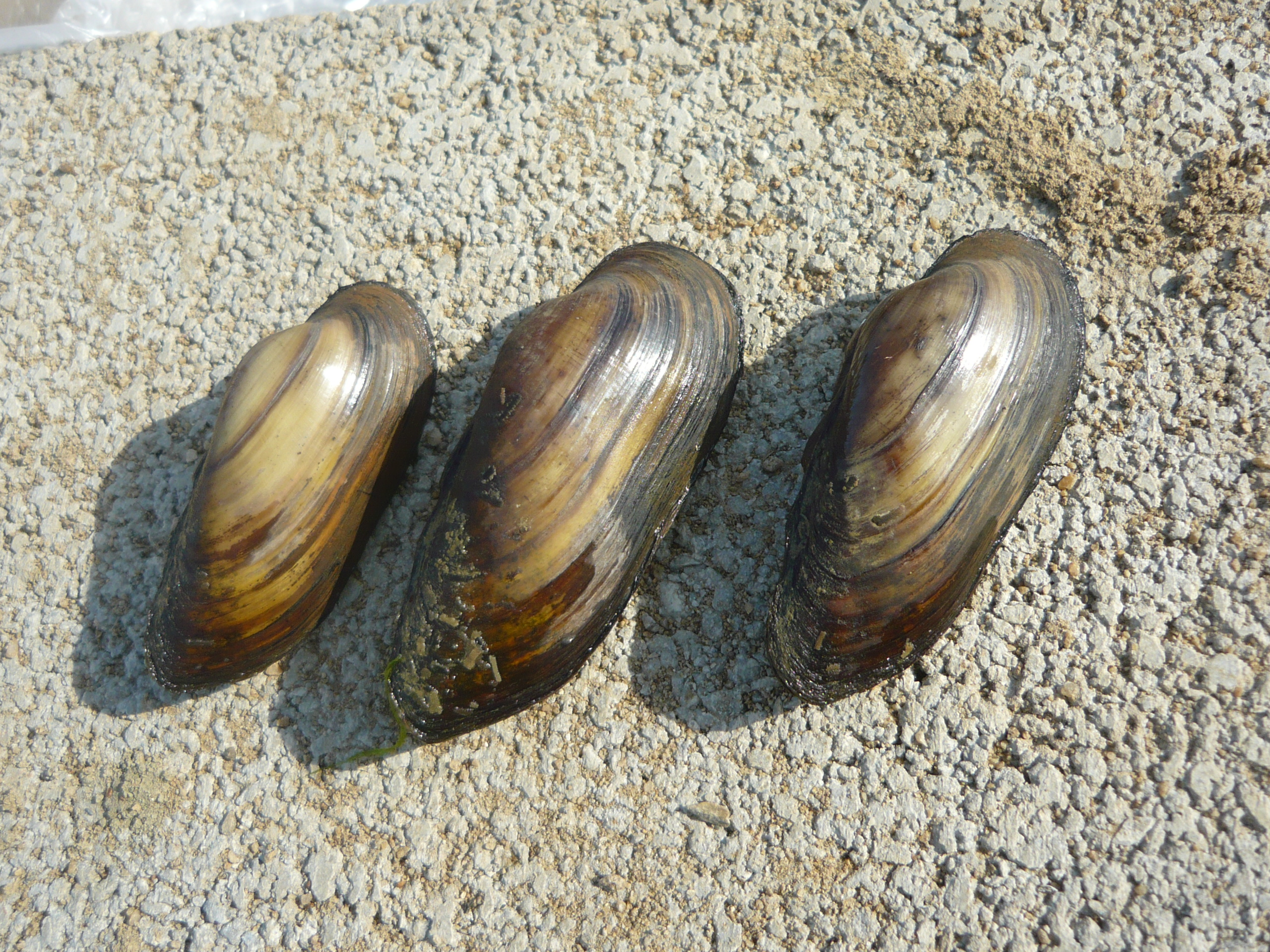
Trois U. pictorum.

Les unio sont bisexués. Les œufs sont très petits et nombreux, et sont incubés par les femelles dans leur cavité palléale.  Après l'éclosion, les larves sont rejetées par leur mère. La suite de leur cycle de vie exige qu'elle s'enkystent dans les branchies d'un poisson qui les aura ingérés. Il ne s'agit pas vraiment de parasitisme, car cette résidence ne semble pas nuire à leur hôte. Quand la jeune Unio a atteint sa forme définitive (mais d'une taille minuscule), elle sort du kyste et tombe sur le sol, où elle poursuit son développement de façon plus classique.
D'après la Check List of European Continental Mollusca, il existe trois sous-espèces.
Le biotope est constitué de mares, étangs, ou de cours d'eau aux eaux lentes.
On trouve l'animal en France. On la trouve par exemple dans les canaux aux eaux lentes de la région parisienne (Saint-Martin, Ourcq, Saint-Denis).
Unio pictorum se trouve ponctuellement dans le commerce aquariophile sous le nom de « Moule d'eau douce », pour les aquariums d'eau froide et les bassins de jardin.

## Galerie
Valve droite et gauche du même spécimen:

Unio pictorum deshayesii Valve droite
Unio pictorum deshayesii Valve gauche

Unio pictorum latirostris Valve droite
Unio pictorum latirostris Valve gauche